# Колыба

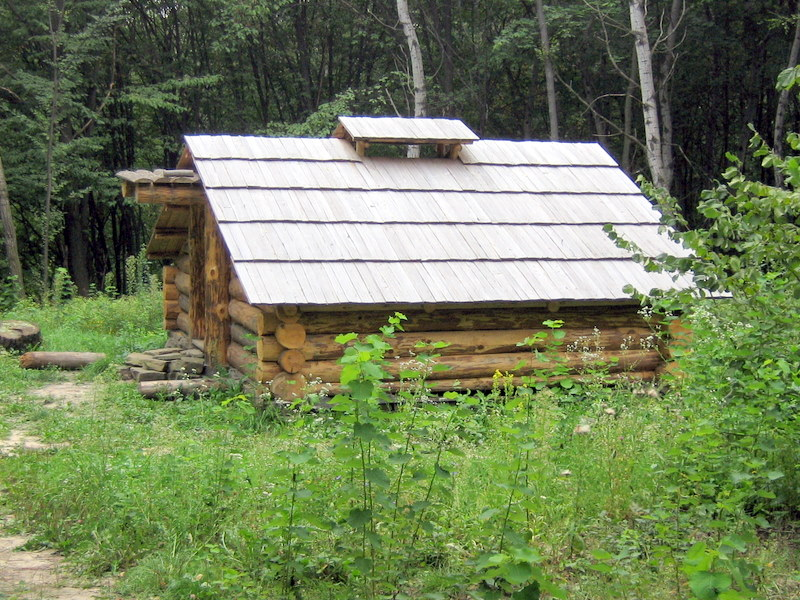
Колыба из урочища Воловое (теперь — Межгорье (Закарпатская область)

Колы́ба — сезонное жильё пастухов и лесорубов, распространённое в горных районах Карпат.

## Устройство
В плане простая колыба представляет собой клеть — сруб-четверик без оконных проёмов с двускатной или четырёхскатной крышей, крытой дранкой. Помещение рассчитано на проживание от 2 до 8 человек. Внутри колыба обустроена просто — помещение однокамерное, отсутствует печь, вдоль стен располагаются деревянные лежанки и полки для вещей, пол земляной. Для отопления помещения используется место для костра, дым выходит через отверстие в крыше.
Кроме простых прямоугольных в плане колыб, бывают также и более сложные шести-, восьми- и даже двенадцатиугольные срубы (чаще у лесорубов и сплавщиков, чем у пастухов). Окна, как и в простых колыбах, обычно отсутствуют. Имеется один вход, ориентированный обычно на юг. Входная дверь ведёт в небольшие сени — хорімці. В них держат воду, на стенах вешают разные принадлежности для работы, а на верх сенного срубчика внутри складывают пилы. Из сеней вторая дверь ведёт внутрь колыбы; её пол выстлан лубом или деревом, в центре находится очаг — ватра, а вокруг него в радиальном направлении стоят підложа — невысокие топчаны для рабочих. Такие колыбы рублены на мху (с конопачением), имеют пирамидальную крышу из драниц с дымовым отверстием вверху
Наиболее примитивный тип колыб представляет собой односкатную крышу, прислонённую к стене кошары.

## Этимология
Имеющее смысл шалаша, лачуги, хижины слово «колыба», «колиба», «колива», «халупа» известно у всех славян. Исследователи возводят его к праславянскому *kolyba и далее к индоевропейскому *kălūbā и сопоставляют с греч. χαλύβη (заимствованным у славян), а также c турецким типом деревянного жилища кулюбе, также заимствованным у балканских народов.